# ドゴスXV
ドゴスXV（西: Dogos XV、発音: ドゴス・キンセ）は、スーペル・ラグビー・アメリカス（SRA）に所属するアルゼンチン・コルドバのラグビーユニオンチーム。

## 概要
南米最高峰のラグビーユニオンリーグであるスーペル・ラグビー・アメリカス（SRA）に参戦するアルゼンチンチームの1つとして創設。
ドゴスのチーム名は、コルドバ州原産の犬種であるドゴ・アルヘンティーノに由来する。ロス・ドゴス（Los Dogos）は伝統的にコルドバラグビー協会の選抜チームの名称でもある。

## 歴史
南アメリカで唯一のラグビーユニオンのプロリーグ、スーペルリーガ・アメリカーナ・デ・ラグビー（SLAR）が2020年に創設されると、アルゼンチンからはコルドバを拠点とするセイボスが参戦した。セイボスは1シーズン限りでリーグを脱退し、2021シーズンからはブエノスアイレスを拠点とするハグアレスXVが代わって参戦した。
2022年10月に、SLARが2023シーズンから北米にフランチャイズを拡大してスーペル・ラグビー・アメリカス（SRA）として刷新され、合わせてアルゼンチンから2チームの参加が決定すると、ハグアレスXVはリーグを脱退して、コルドバを拠点とするドゴスXVとブエノスアイレスを拠点とするパンパスが新たにSRAに参入することが決定した。

## タイトル
なし

## スコッド
2023シーズンのスコッド（2023年1月現在）
未定